# Ethereal Tomb
Ethereal Tomb — третий и последний полноформатный студийный альбом группы Nocturnus, выпущенный в 2000 году лейблом Season of Mist. Практически весь материал альбома написан клавишником Луисом Панцером совместно с гитаристами Майком Дэвисом и Шоном МакНенни.
Ethereal Tomb стал первой официально выпущенной группой записью за семь лет с момента выпуска в 1993 году двухпесенного EP Nocturnus. По словам клавишника группы Луиса Панцера на воссоединение группы и выпуск альбома повлияли несколько факторов: первым является то, что воссоединение и выпуск альбома рассматриваются им как своеобразный медленный эволюционный процесс, основанный на желании участников группы играть музыку и приведший к указанным обстоятельствам; в качестве ещё одного фактора Луис называет желание сделать более тяжёлую, ужасную и богатую высокими технологиями музыку; и, наконец, немаловажным обстоятельством выхода альбома явились поклонник творчества коллектива, которые постоянно спрашивали и слали письма с вопросом о том, когда же наконец выйдет новый альбом.

### Музыка
По словам Панцера музыка альбома представляет собой всё то, чем славилась группа, но в современной трактовке. Были созданы более ритмичные гитарные риффы при сохранении общей ярости и скорости.

### Лирика
Лирическая составляющая альбома повествует об инопланетянах и космосе, однако, по словам Панцера, в них множество острых психологических моментов. В целом тексты песен зиждятся на страхе, чувствах и человеческих возможностях.

## Список композиций
- «Orbital Decay» — 4:54
- «Apostle of Evil» — 4:09
- «Edge of Darkness» — 4:51
- «The Killing» — 5:25
- «Search for the Trident» — 7:39
- «Paranormal States» — 4:10
- «The Science of Horror» — 6:47
- «Outland» — 4:17

## Участники записи
- Эмо Мовери — вокал, бас
- Майк Дэвис — гитара
- Шон МакНенни — гитара
- Рик Бизарро — ударные
- Луис Панцер — клавишные